# Kuchyně Spojených arabských emirátů

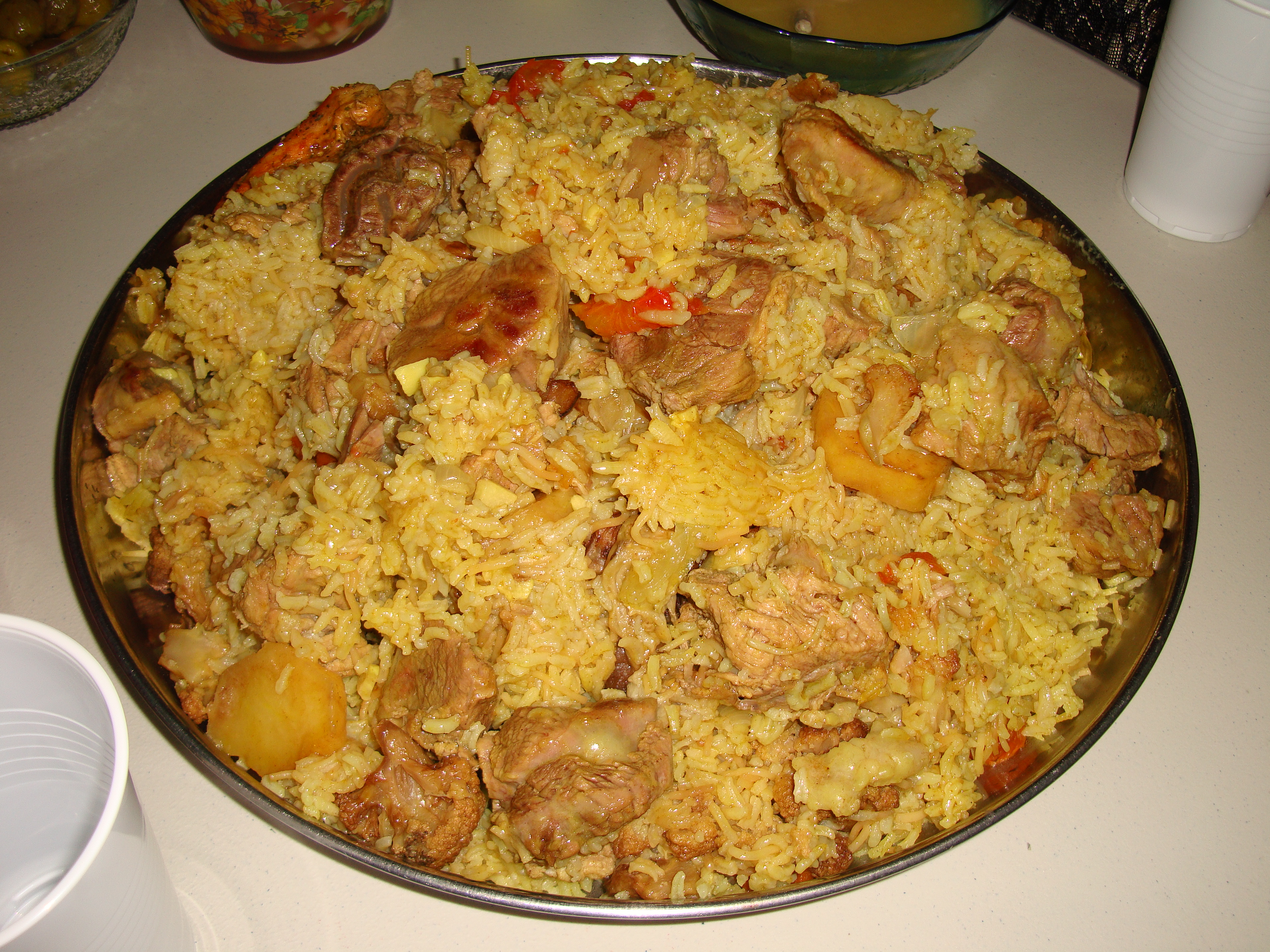
Makluba

Kuchyně Spojených arabských emirátů je směsí blízkovýchodní kuchyně a asijské kuchyně. Protože je dnes v Spojených arabských emirátech mnoho přistěhovalců, nalezneme zde v hojném počtu jídla z celého světa. Najdeme zde však i tradiční arabská jídla, jako je šauarma, falafel nebo hummus. Tradičně se používá hodně mléka, obilí a masa. Dále se hojně používají ryby a koření. Z nápojů je nejpopulárnější čaj.
Sladkostí pocházející původně ze Spojených arabských emirátů je dubajská čokoláda, čokoláda s náplní z pistácií, tahiny a tradičního arabského dezertu kanafeh, která se po roce 2024 stala populární jakožto luxusní zboží i ve zbytku světa.

## Tradiční jídla
- Makluba – směs rýže, masa a zeleniny.
- Velbloudí maso – Maso se z velbloudů připravuje na různé způsoby.
- Kabsa – Směs z rýže, posypaná rozinkami.
- Quzi – Směs rýže s jehněčím masem, ořechy a rozinkami.
- Chabéz – Sladké pečivo z mouky a oleje.
- Haréz – Kaše z mouky a másla, podávaná s masem (nejčastěji kuřecím).

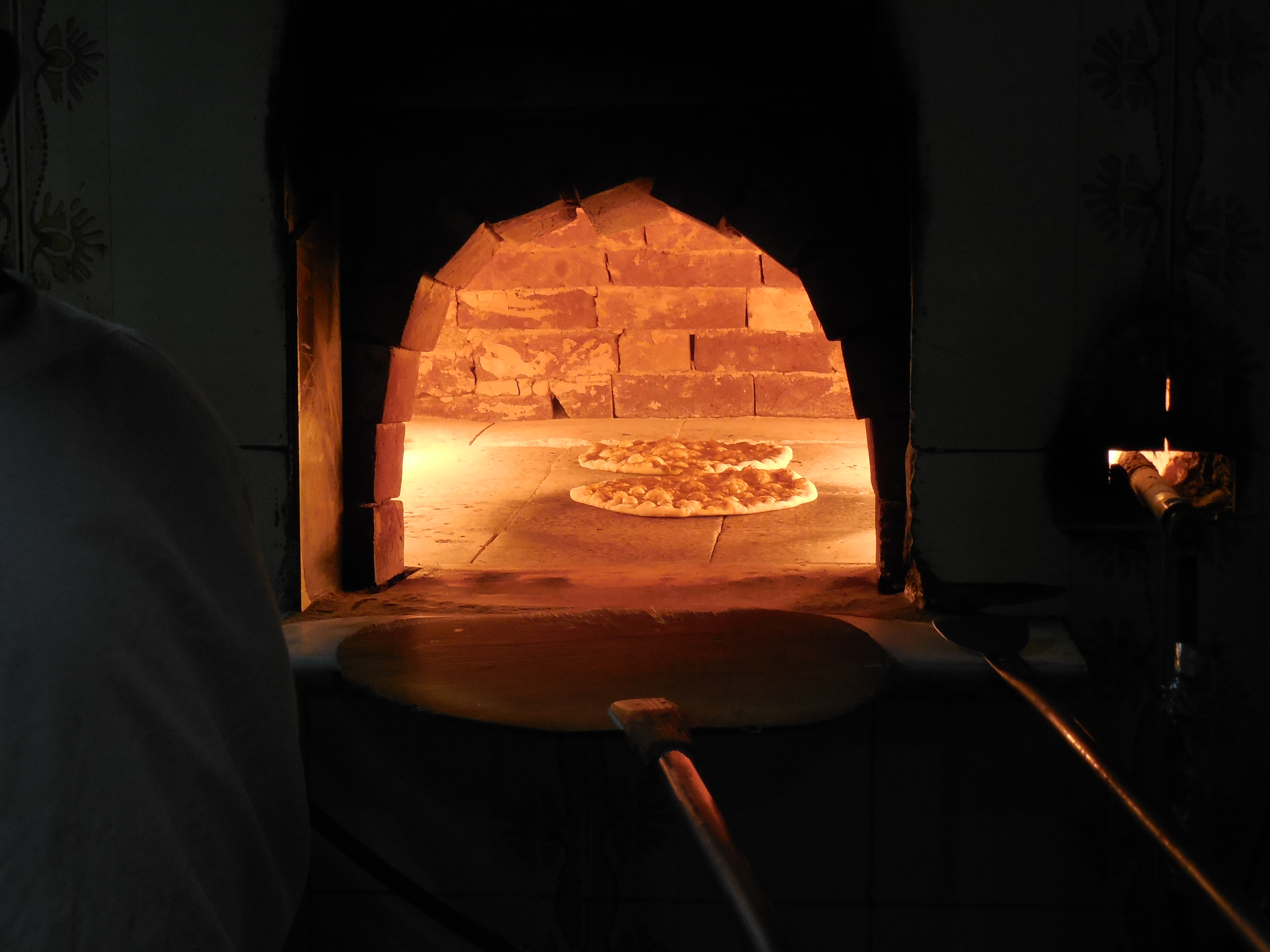
Arabský chléb pečený v Abú Zabí
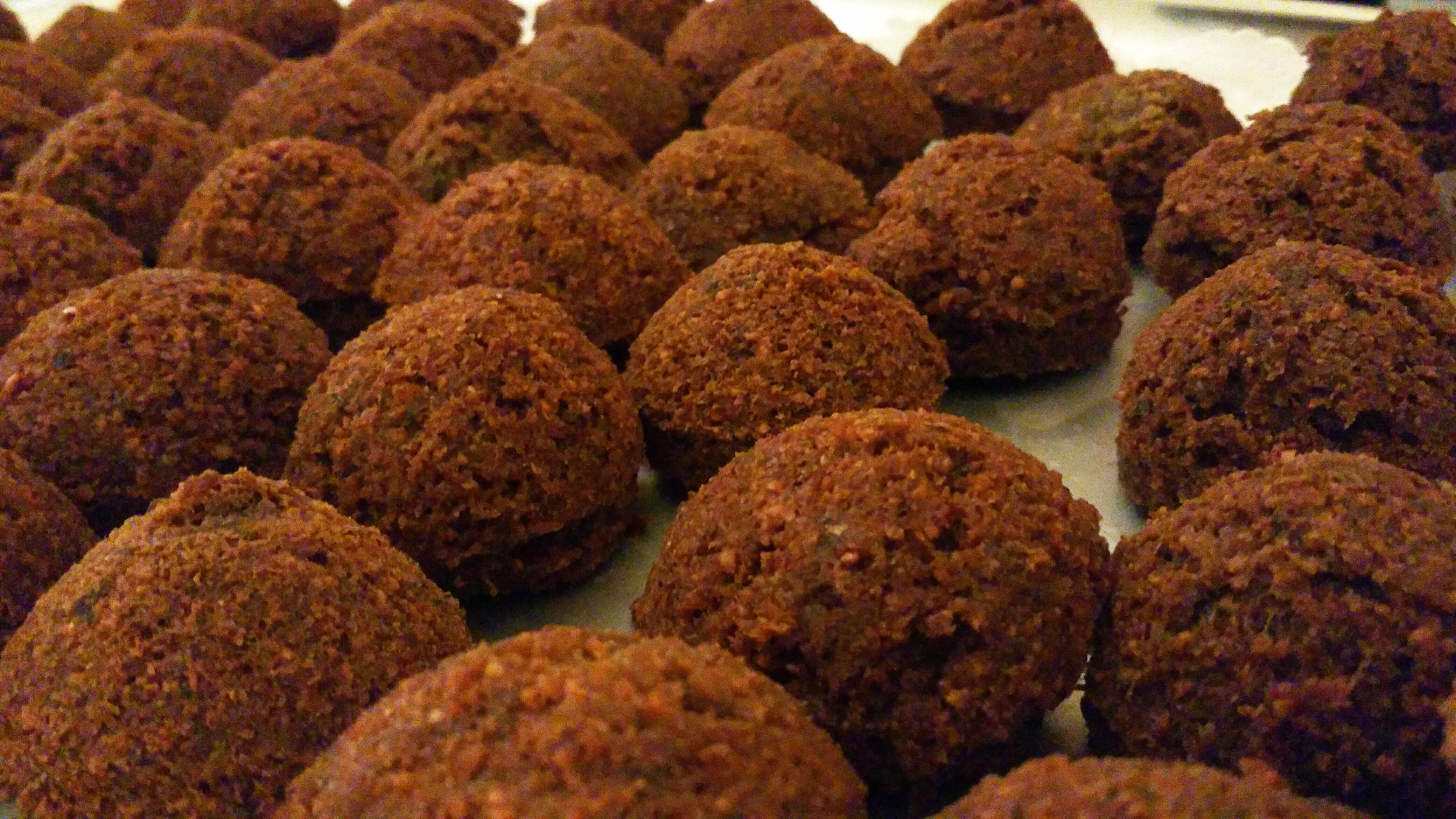
Koule falafel
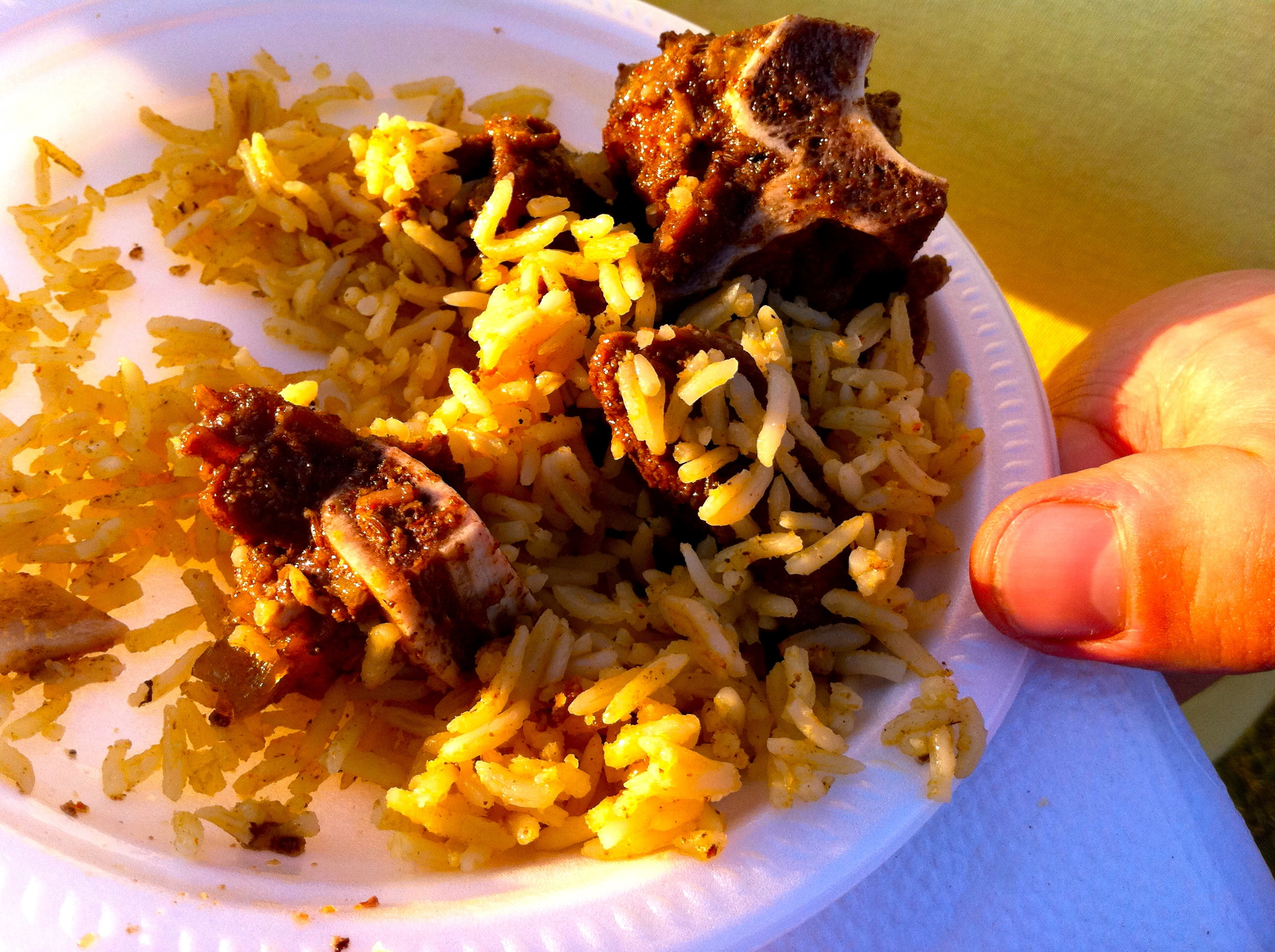
Pokrm z velbloudího masa
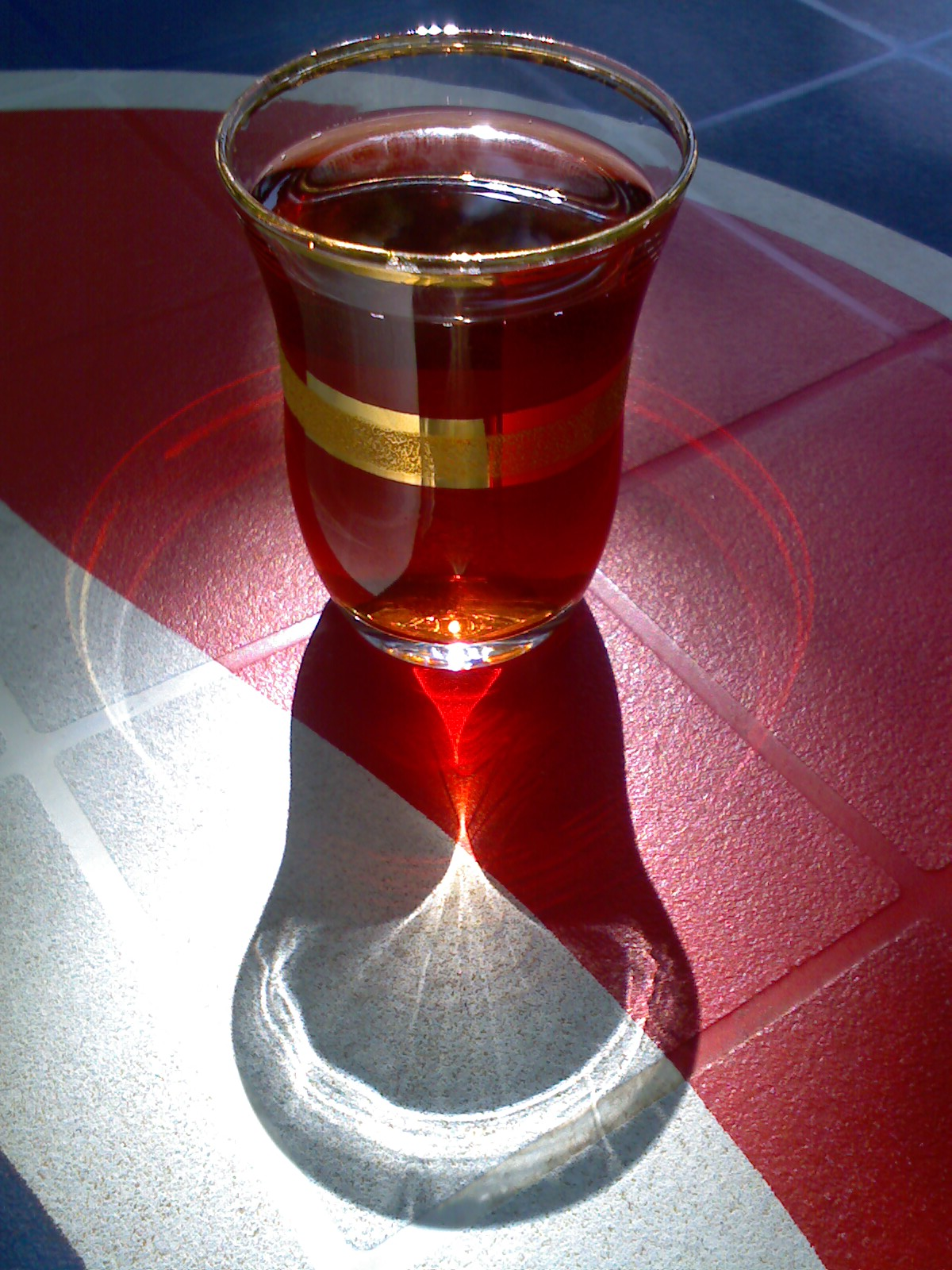
Emirátský čaj
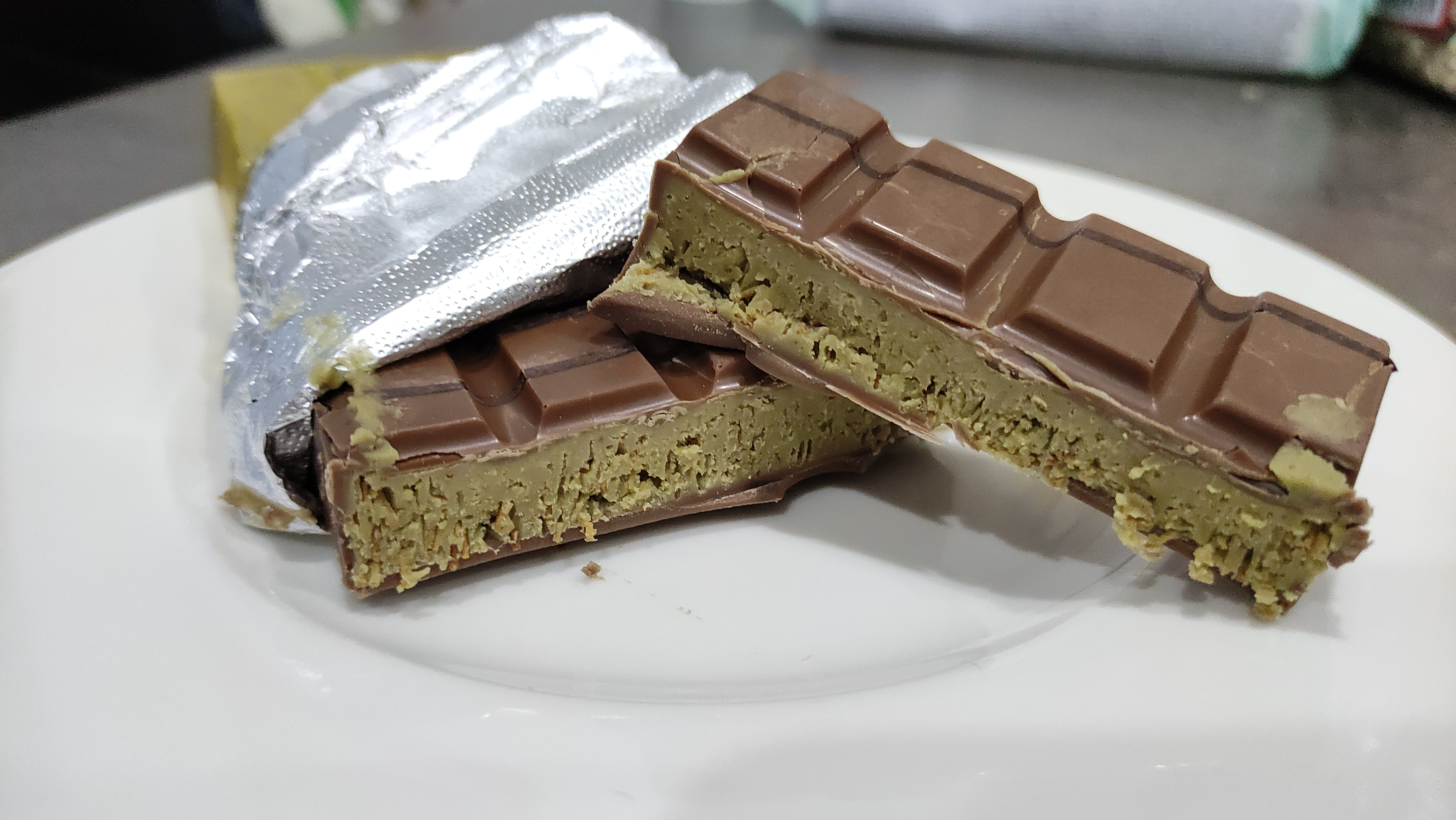
Dubajská čokoláda